# Actinemys marmorata
Actinemys marmorata е вид влечуго от семейство Блатни костенурки (Emydidae). Видът е световно застрашен, със статут Уязвим.

## Разпространение
Разпространен е в Мексико и САЩ.
Регионално е изчезнал в Канада.